# Михайловский, Иван Трофимович
Иван Трофимович Михайловский (1913 — 1941, Вита-Почтовая, Киевская область) — советский борец классического стиля, чемпион и призёр чемпионатов СССР. Увлёкся борьбой в 1931 году. Выступал в полусредней (до 72 кг) и средней (до 79 кг) весовых категориях.
Участник Великой Отечественной войны. Погиб в июле 1941 года. Похоронен у села Вита-Почтовая Киево-Святошинского района Киевской области.

## Спортивные результаты
- Чемпионат СССР по классической борьбе 1936 года — ;
- Чемпионат СССР по классической борьбе 1937 года — ;
- Чемпионат СССР по классической борьбе 1939 года — ;
- Чемпионат СССР по классической борьбе 1940 года — ;
- Чемпионат СССР по классической борьбе 1941 года — ;